# 멕시코의 재외공관 목록

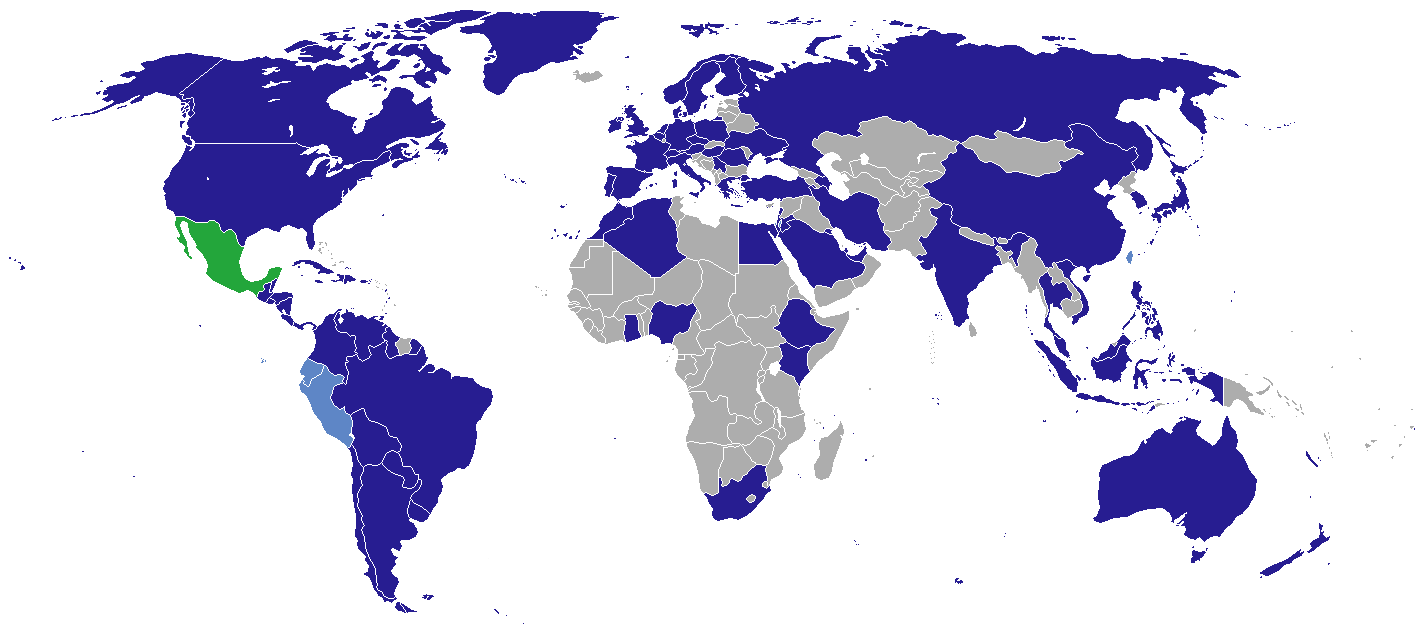
멕시코의 재외공관

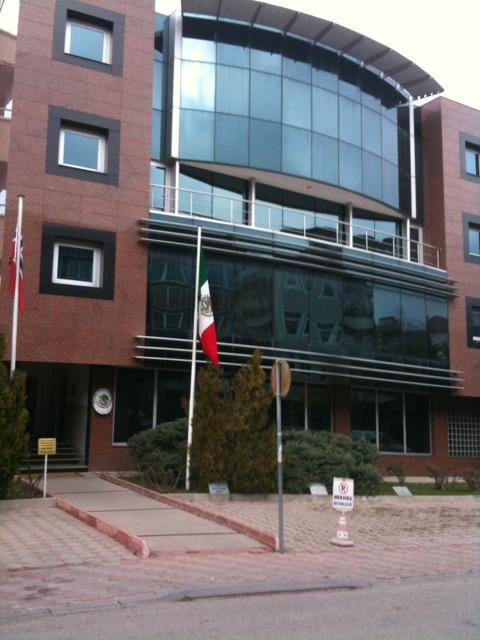
앙카라 주재 멕시코 대사관

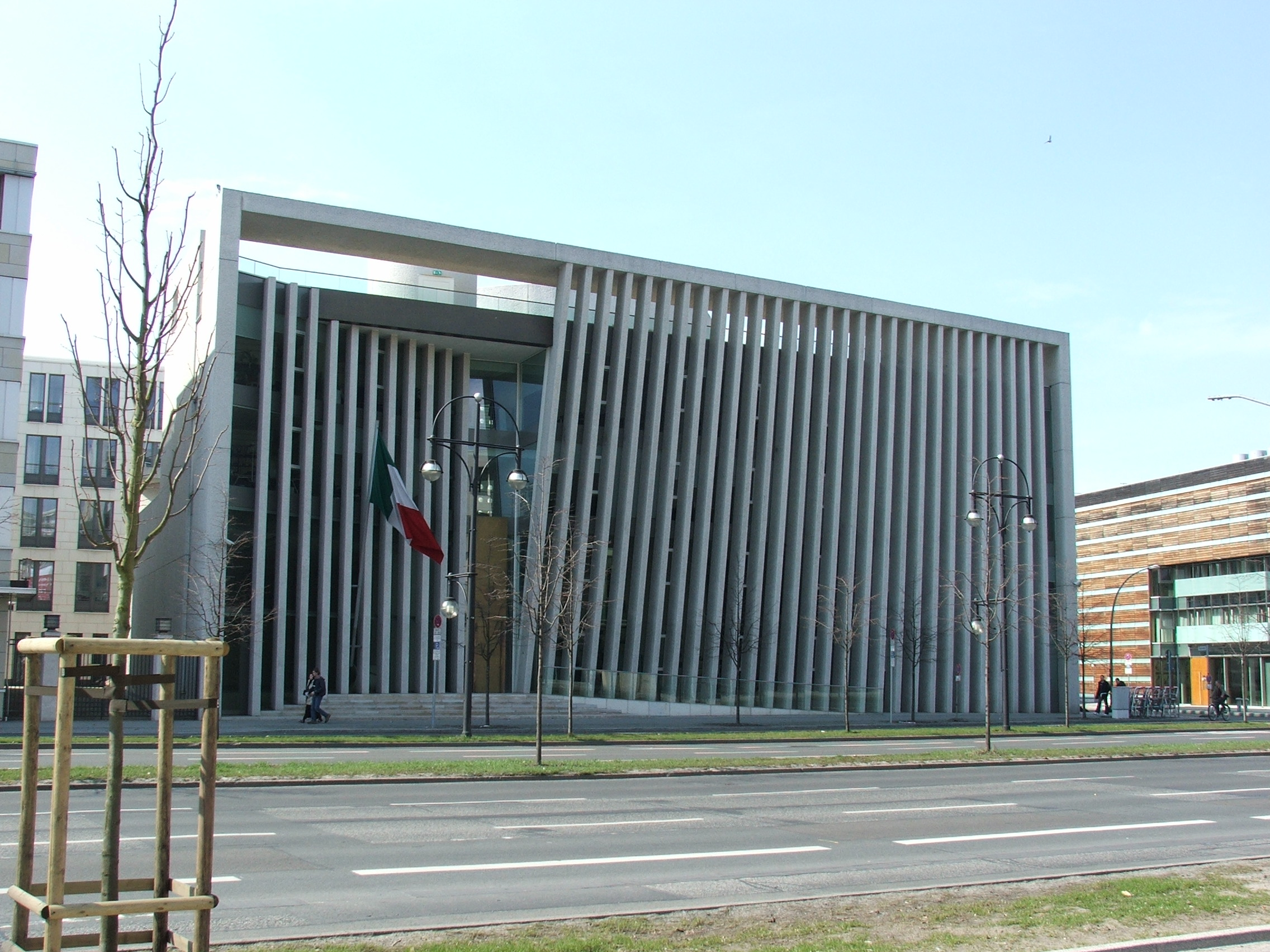
베를린 주재 멕시코 대사관

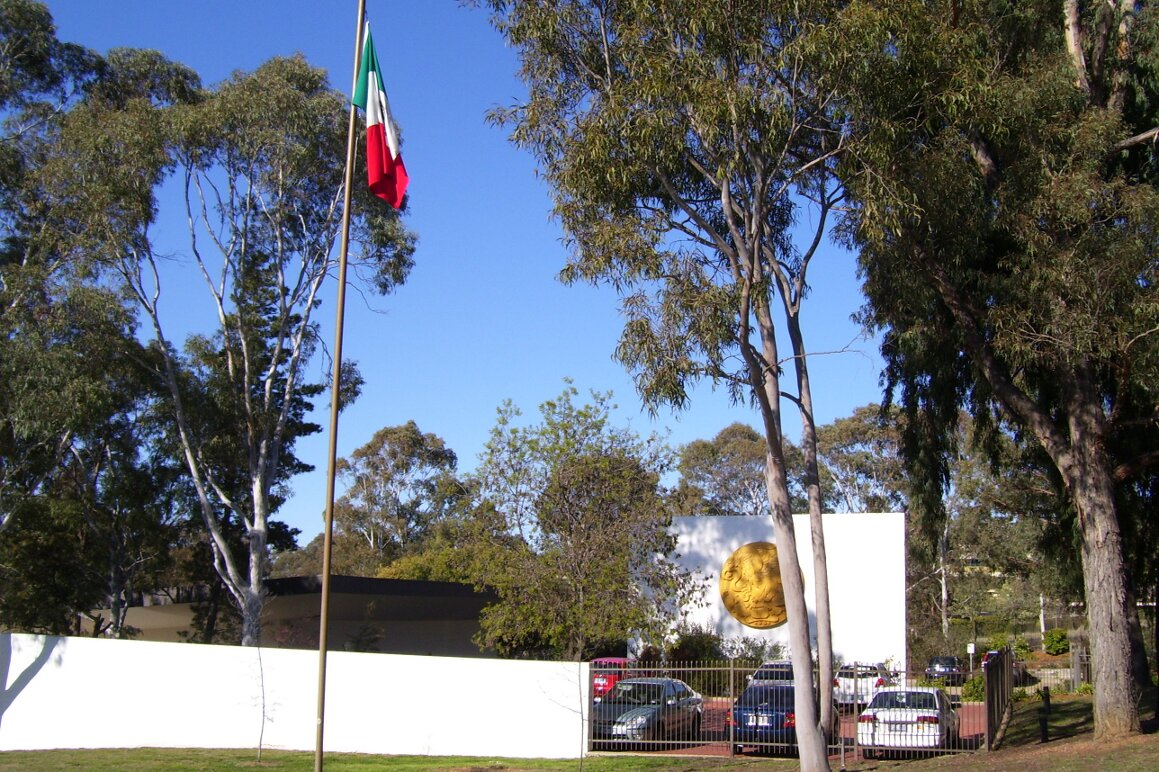
캔버라 주재 멕시코 대사관

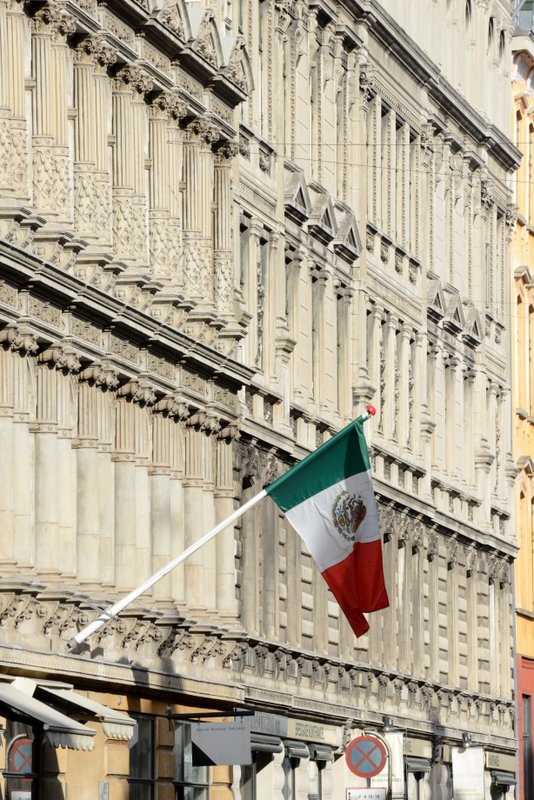
코펜하겐 주재 멕시코 대사관

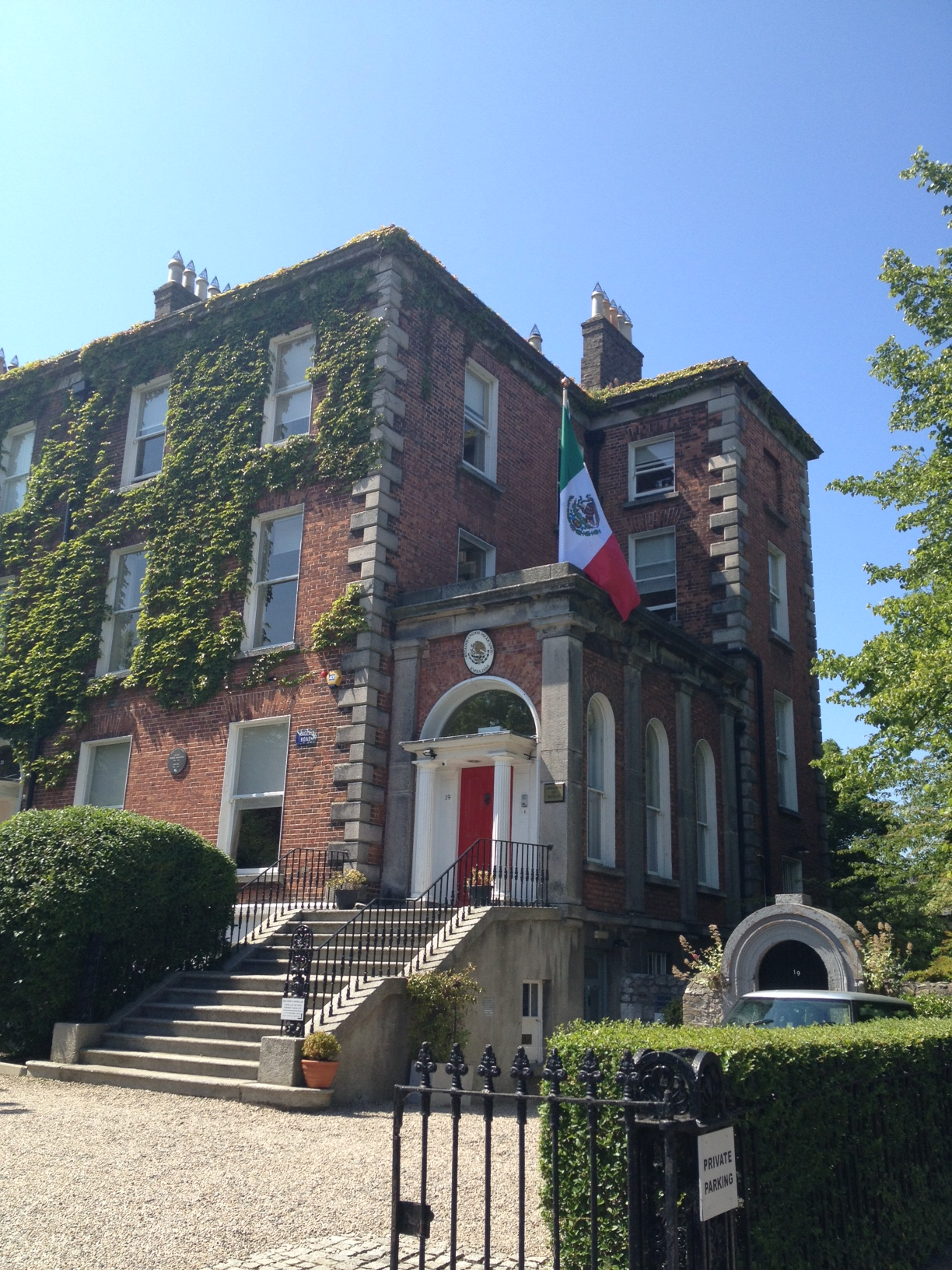
더블린 주재 멕시코 대사관

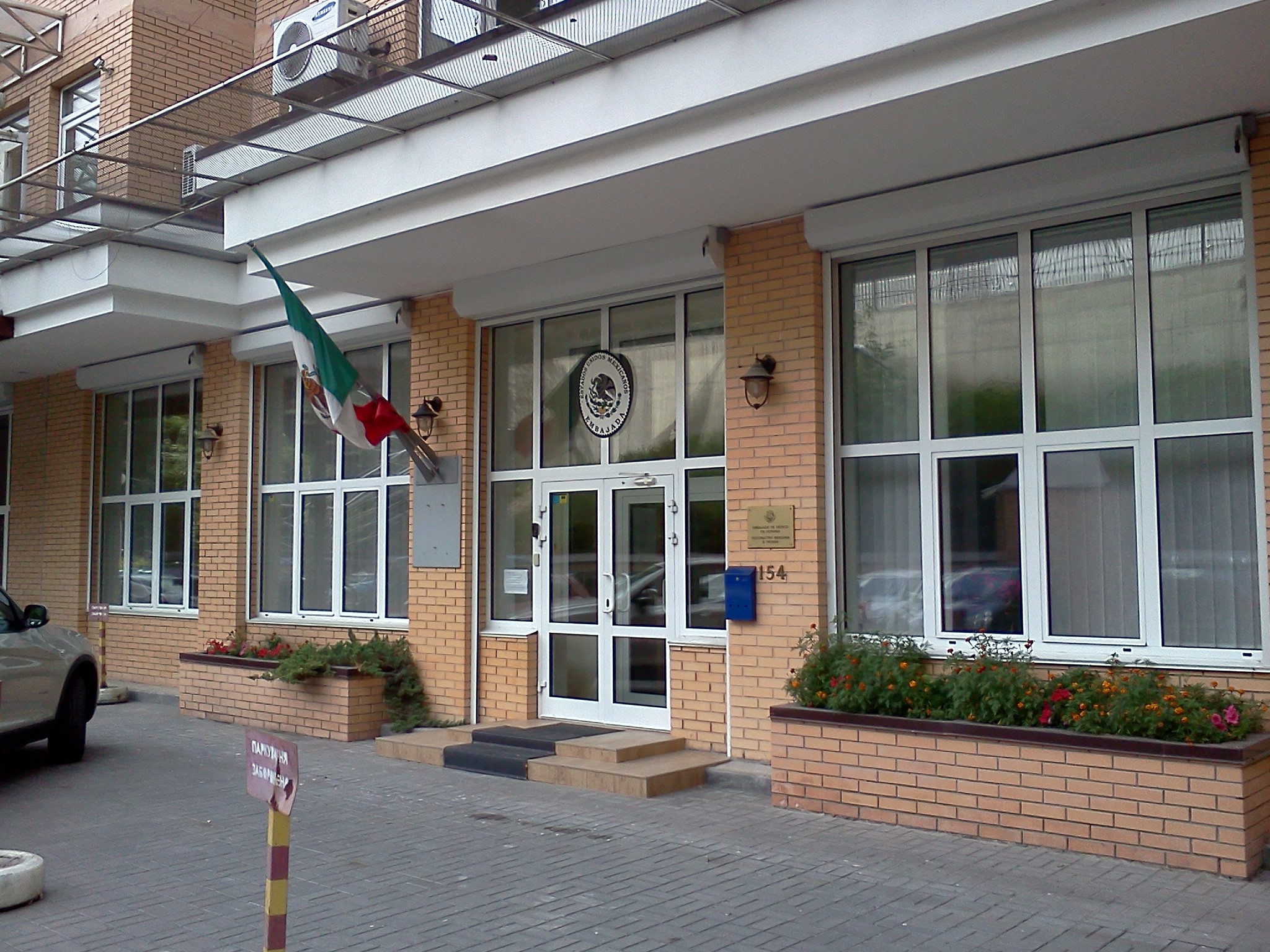
키예프 주재 멕시코 대사관

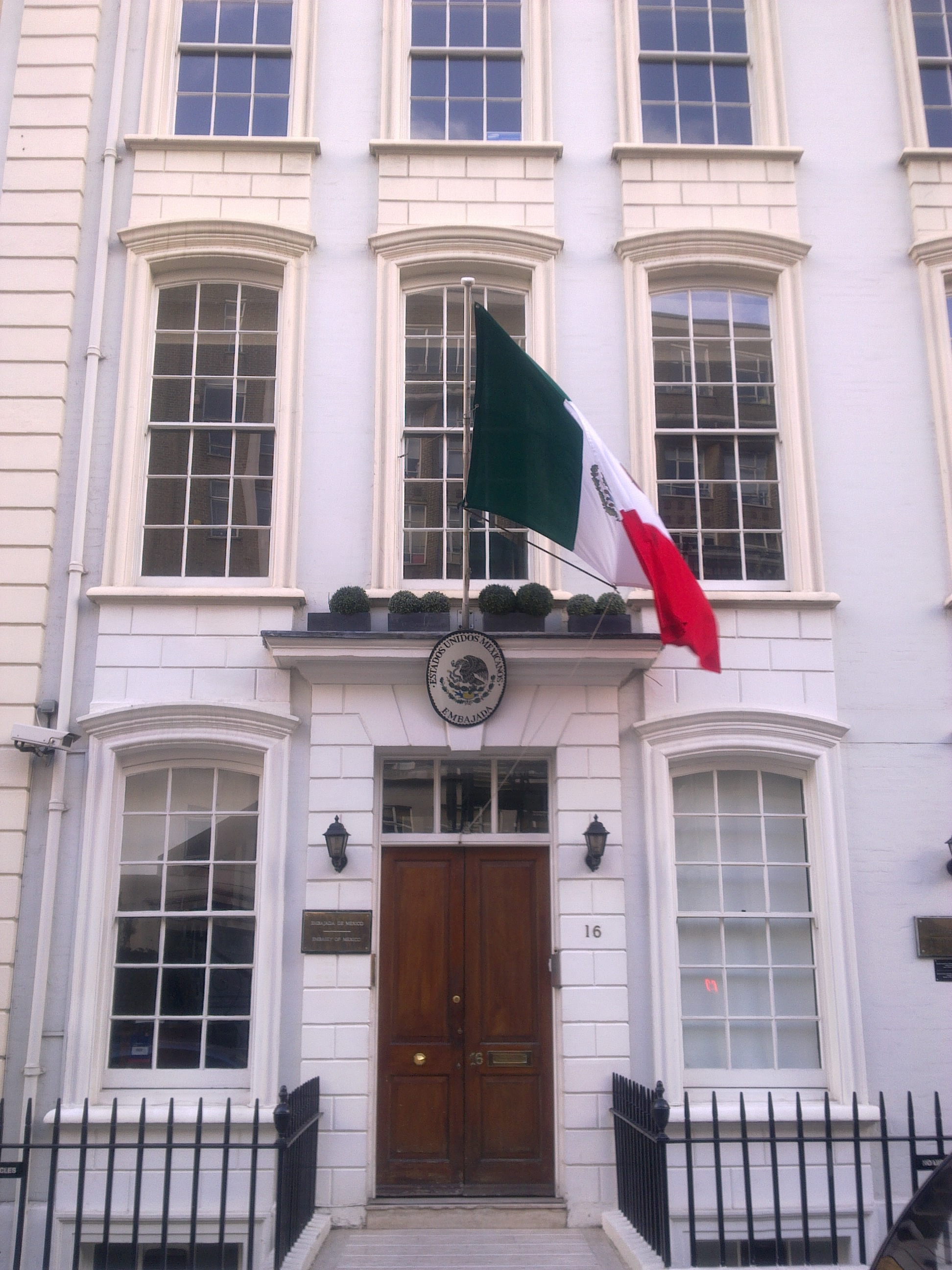
런던 주재 멕시코 대사관

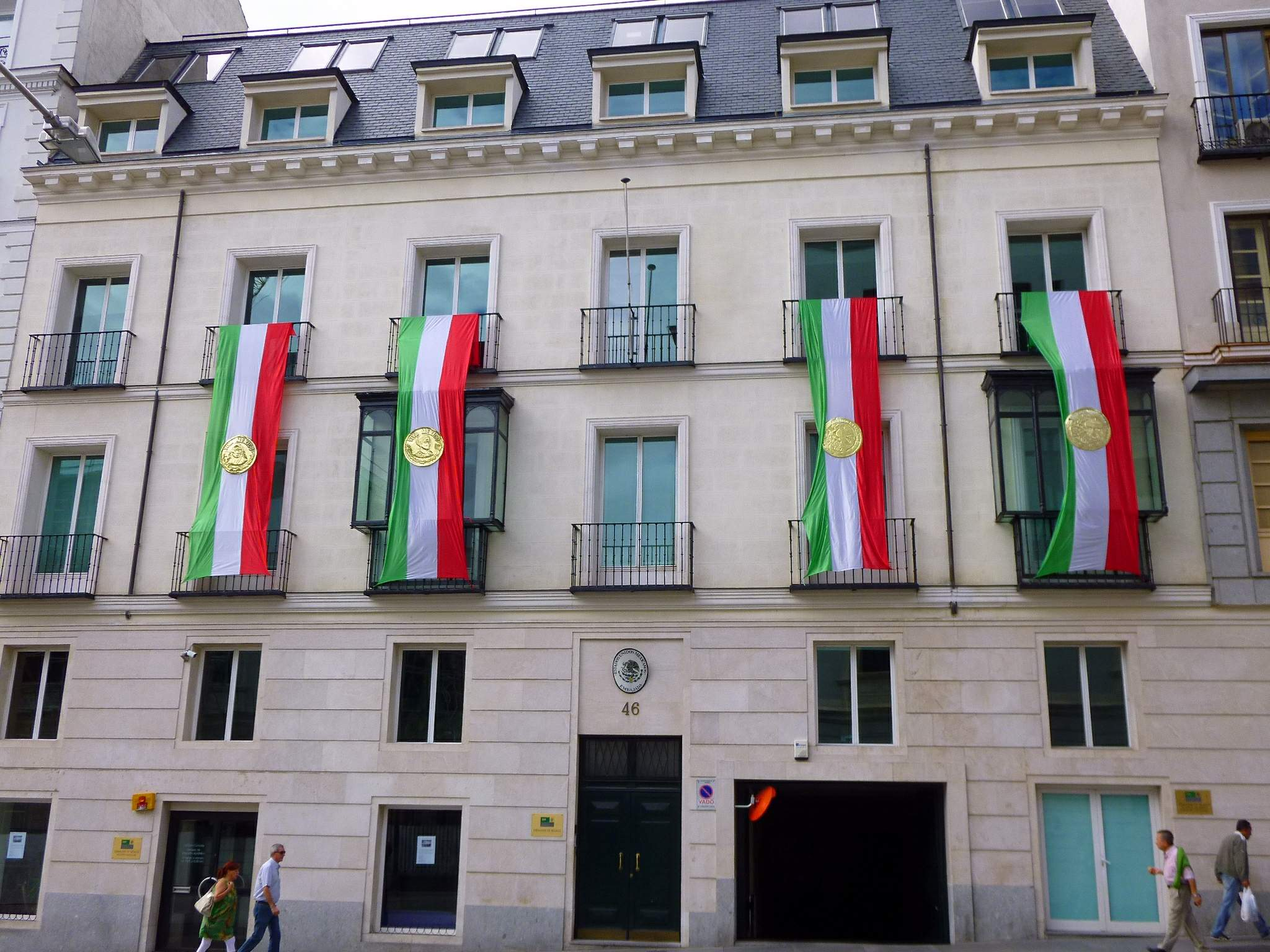
마드리드 주재 멕시코 대사관

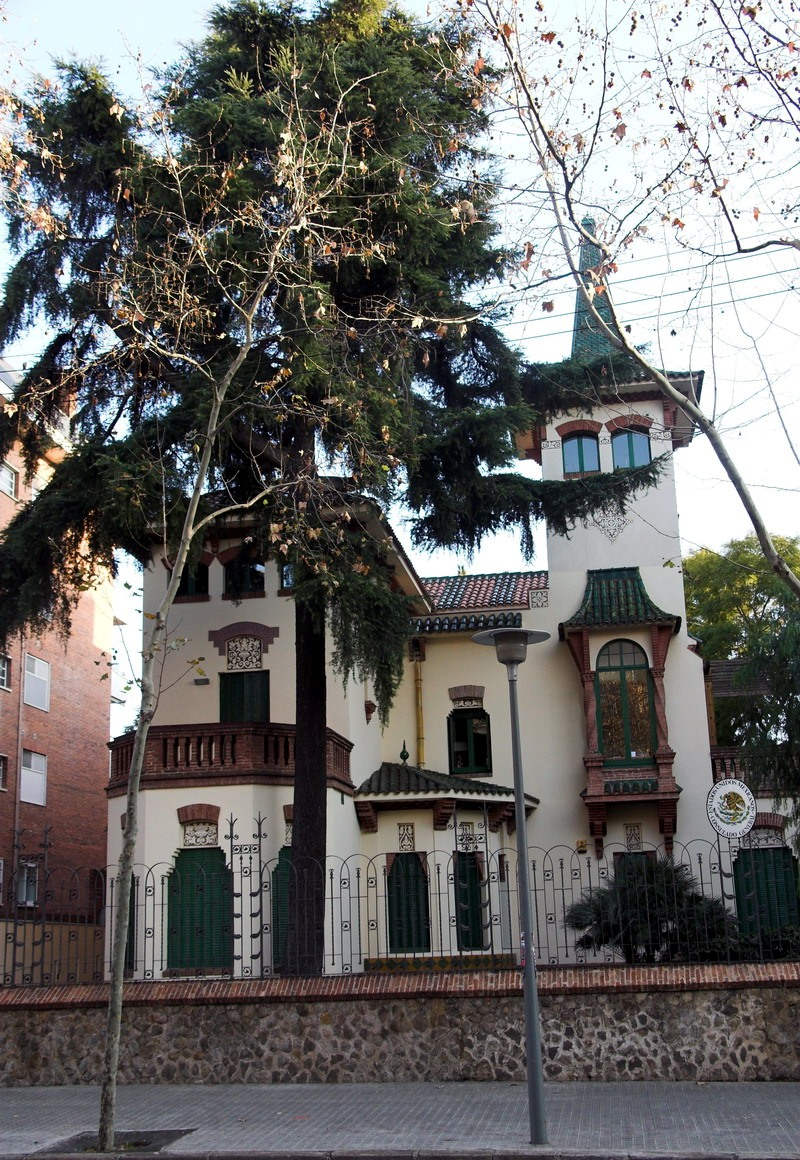
바르셀로나 주재 멕시코 총영사관

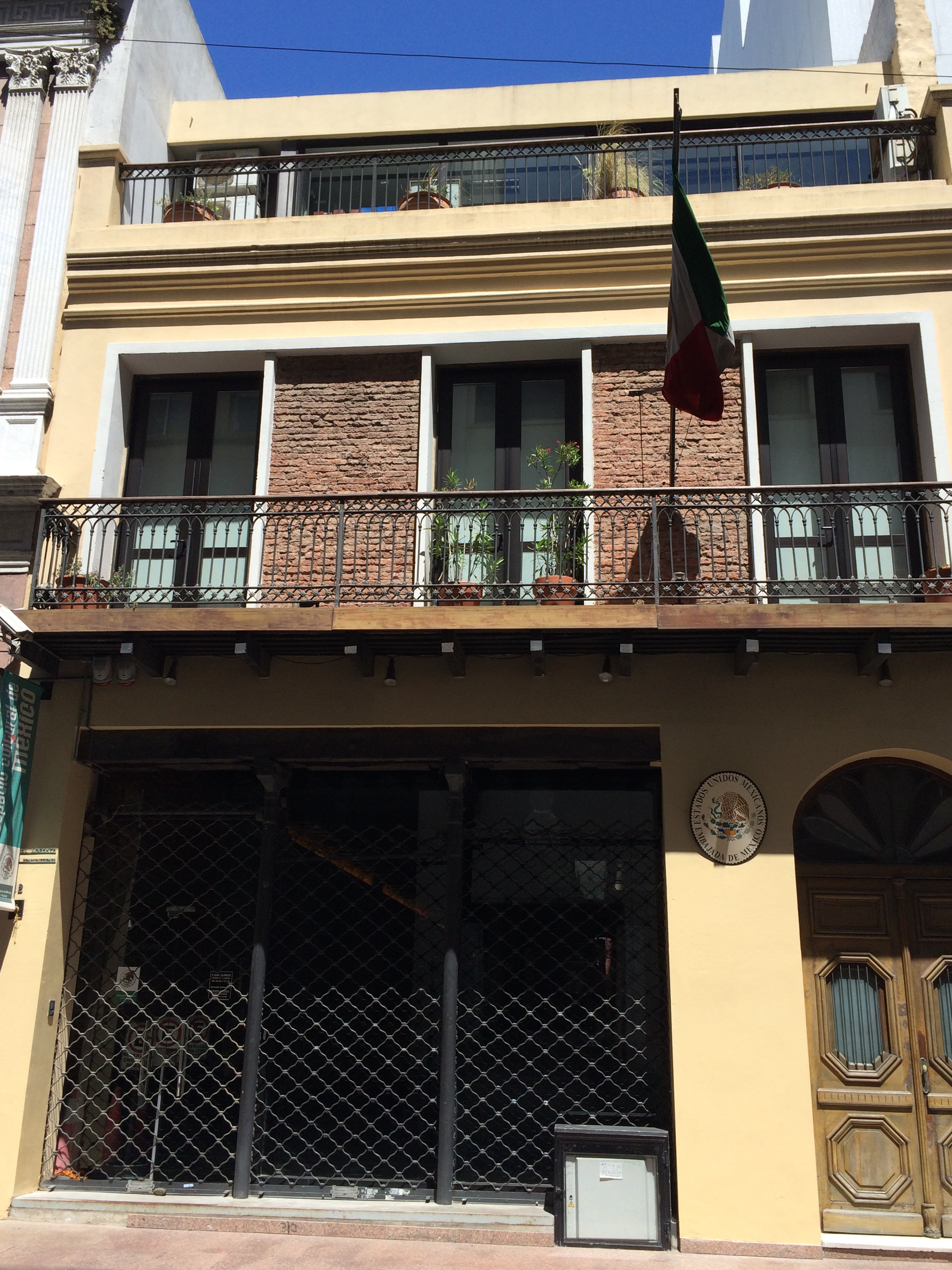
몬테비데오 주재 멕시코 대사관

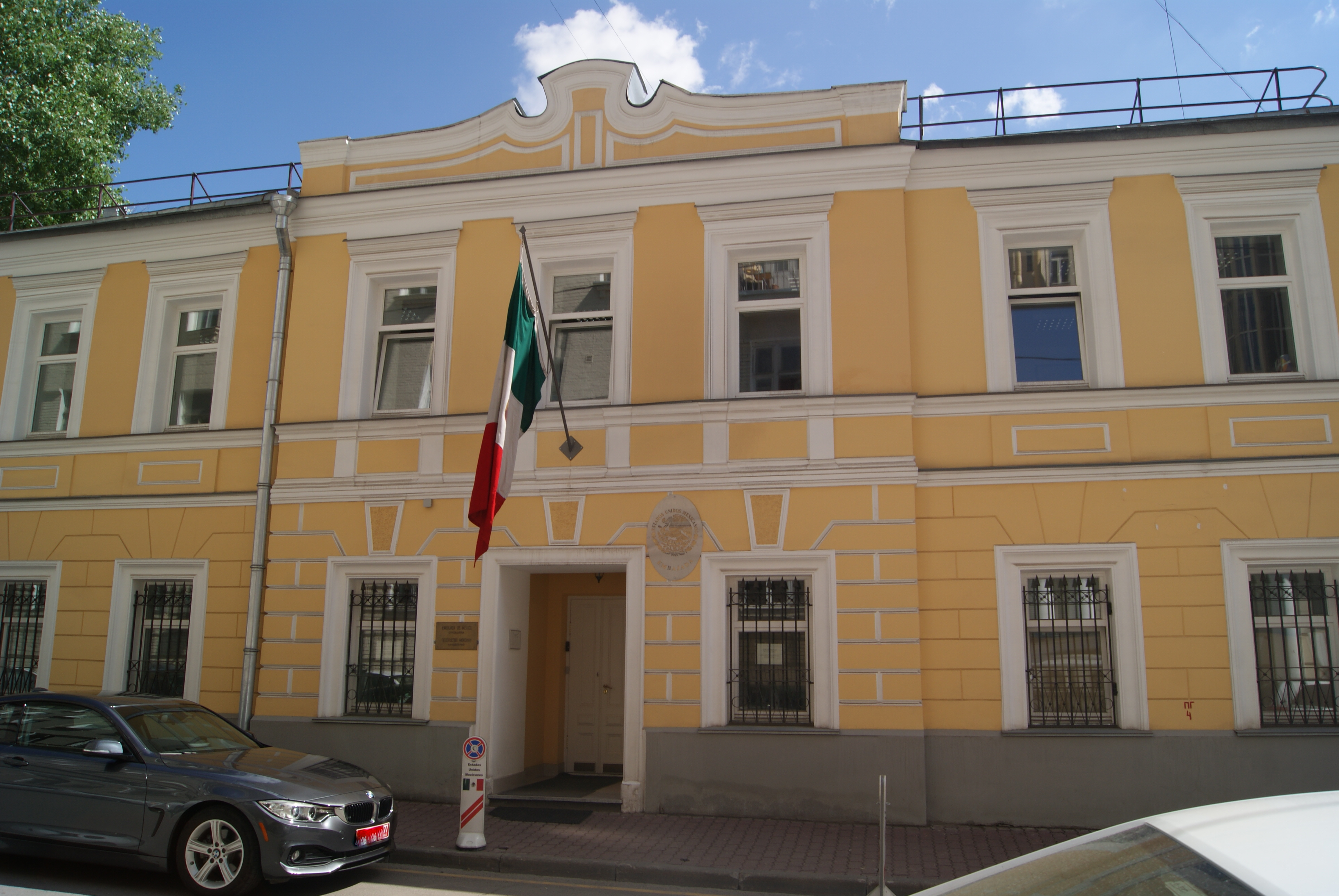
모스크바 주재 멕시코 대사관

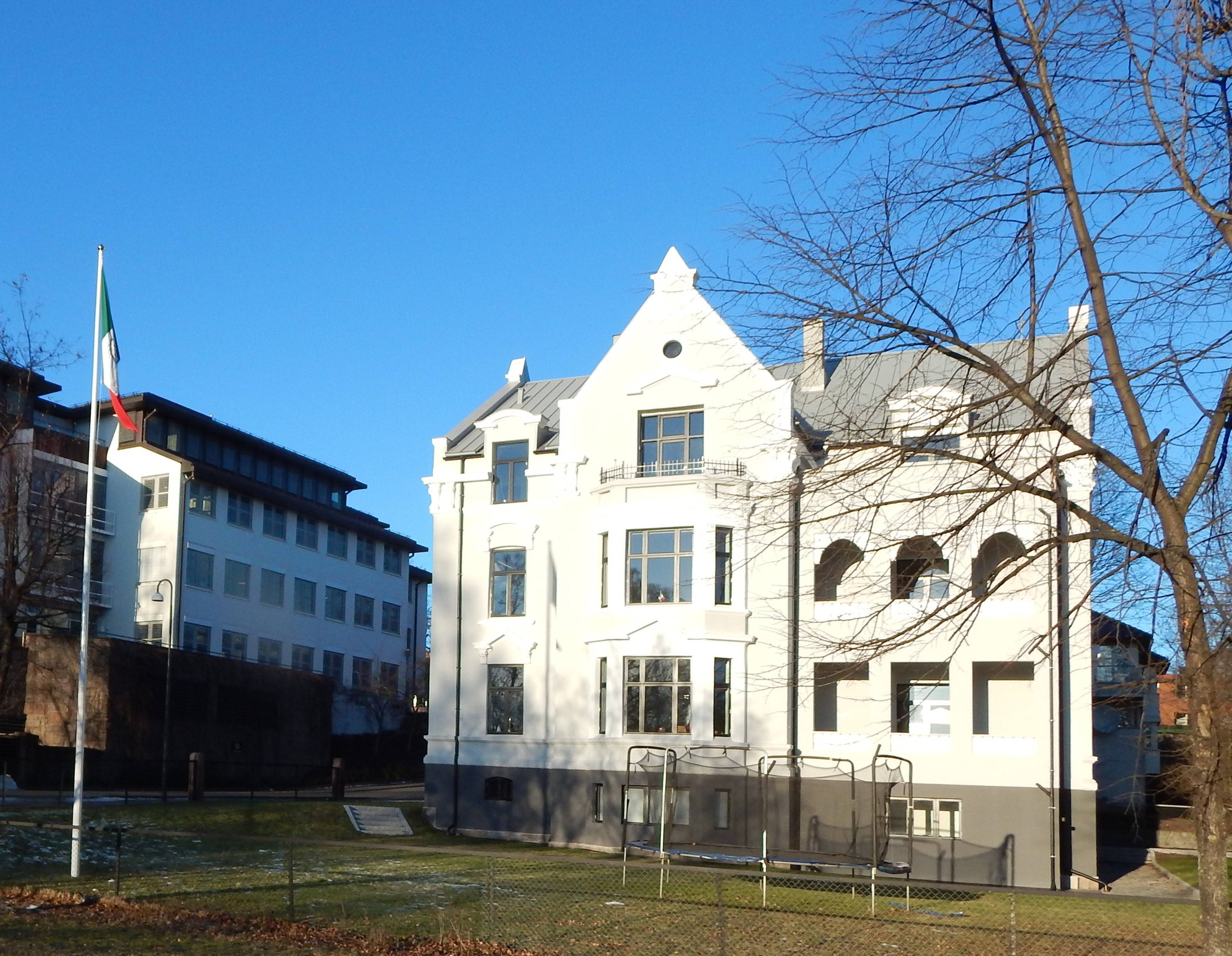
오슬로 주재 멕시코 대사관

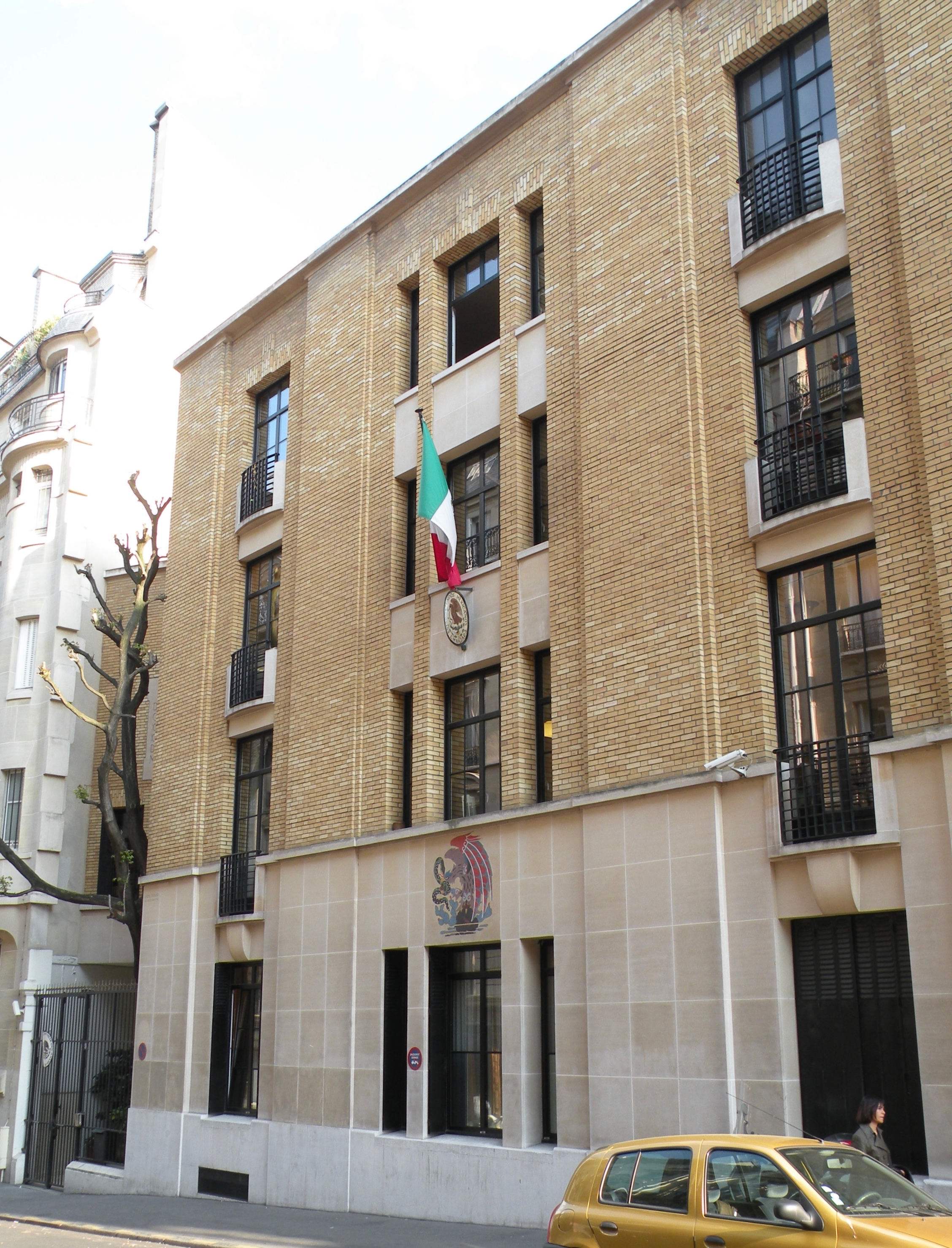
파리 주재 멕시코 대사관

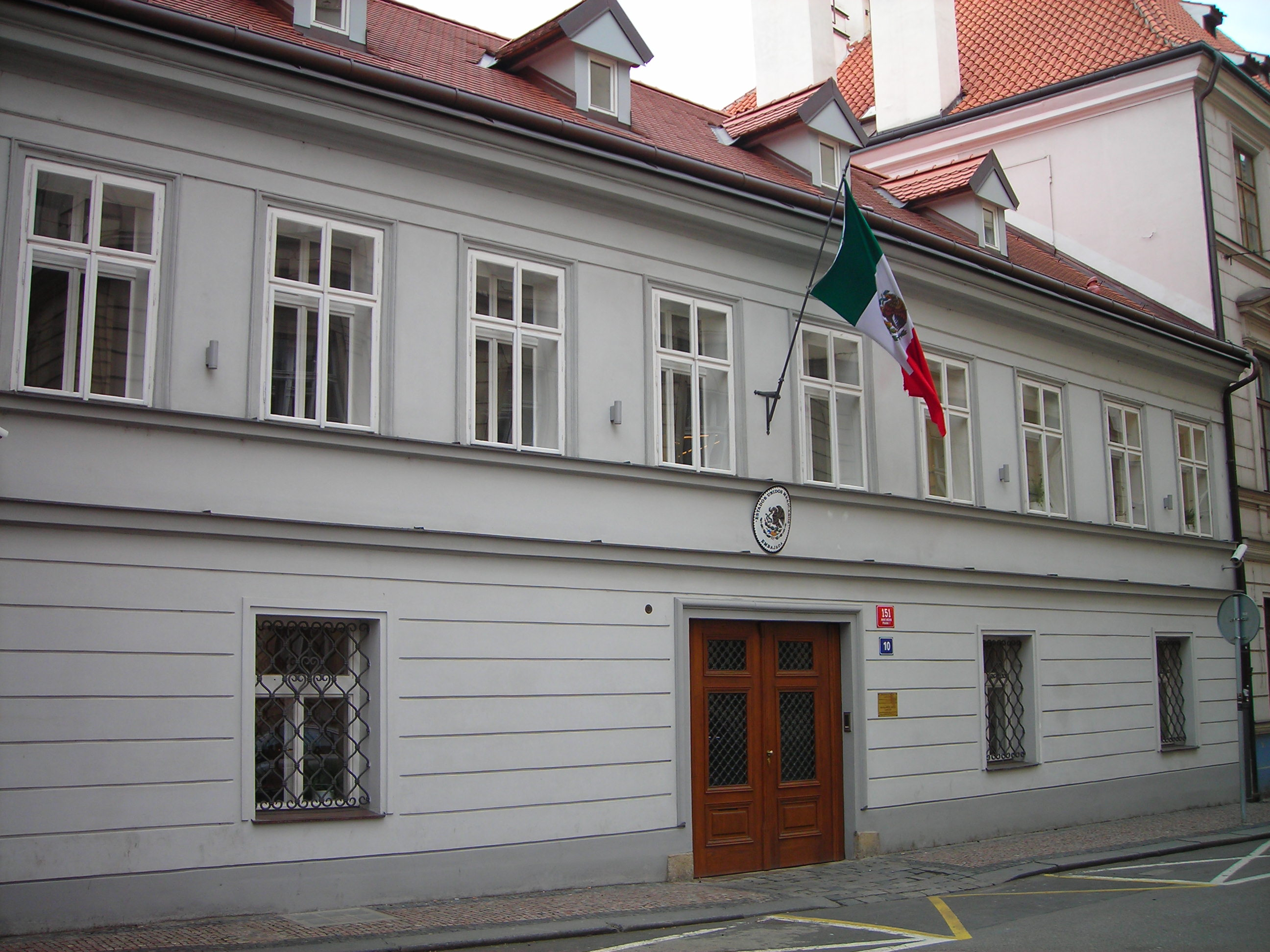
프라하 주재 멕시코 대사관

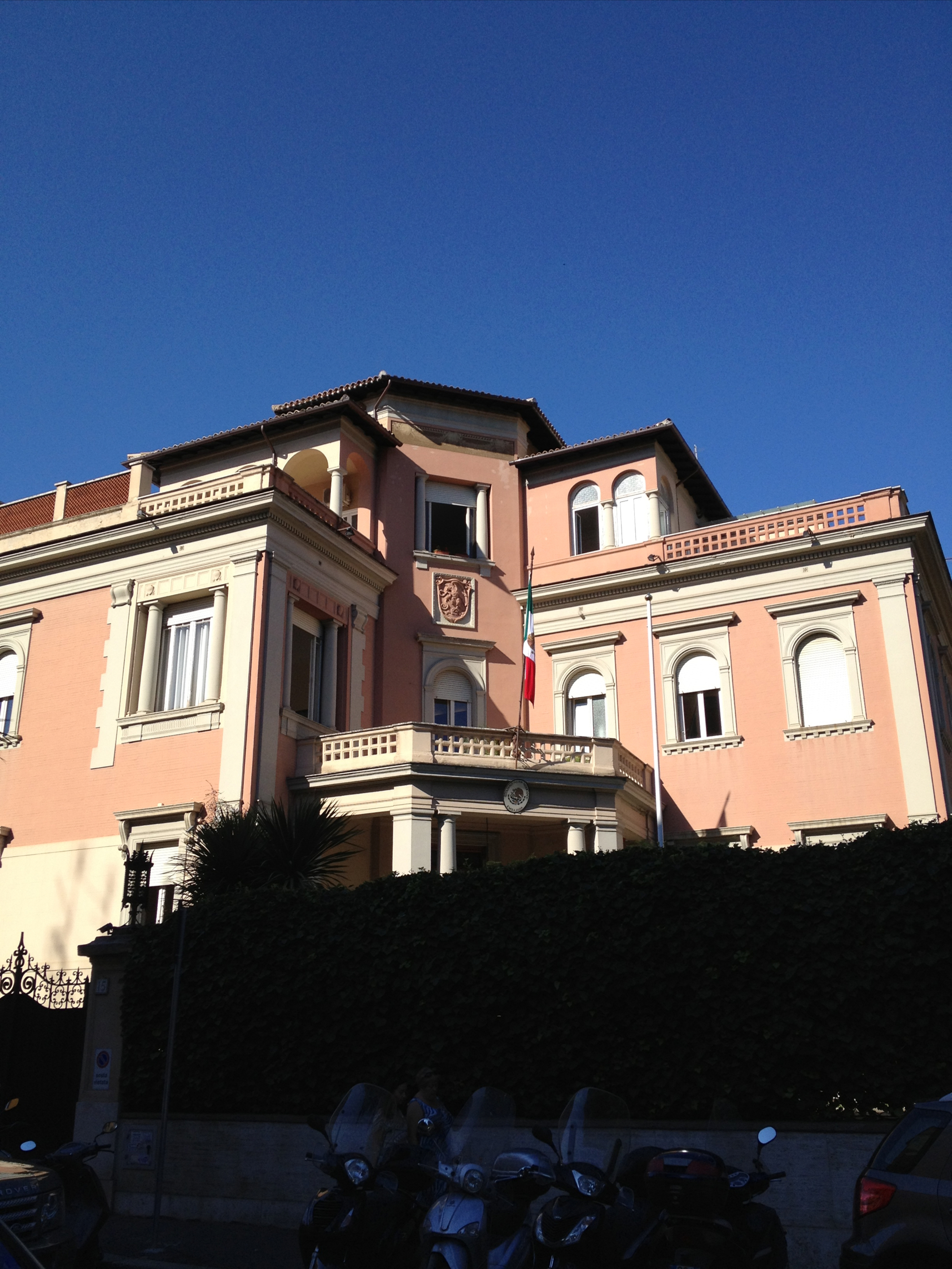
로마 주재 멕시코 대사관

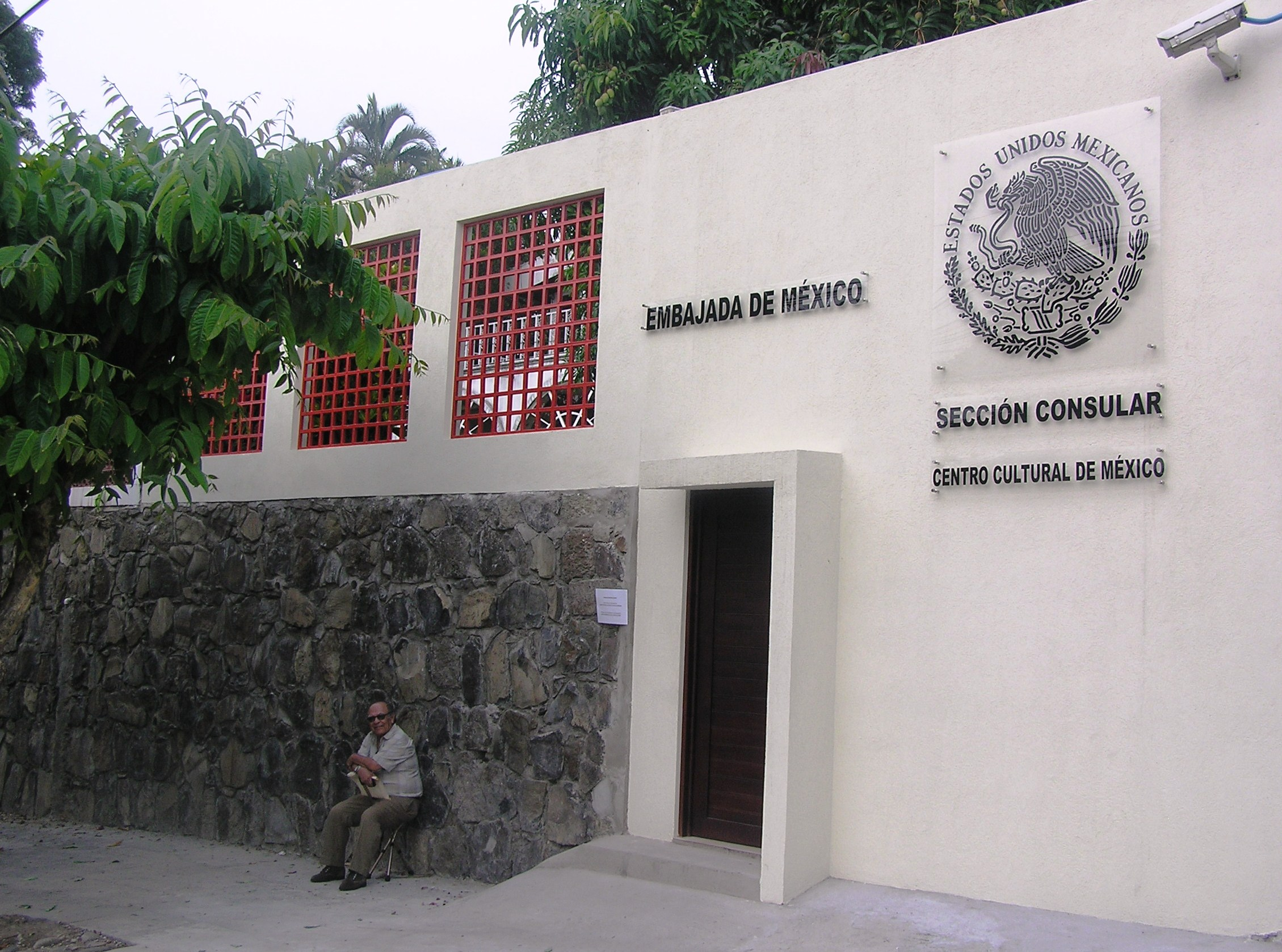
산살바도르 주재 멕시코 대사관

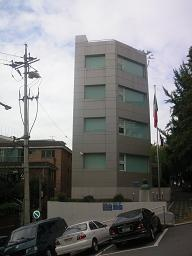
서울 주재 멕시코 대사관

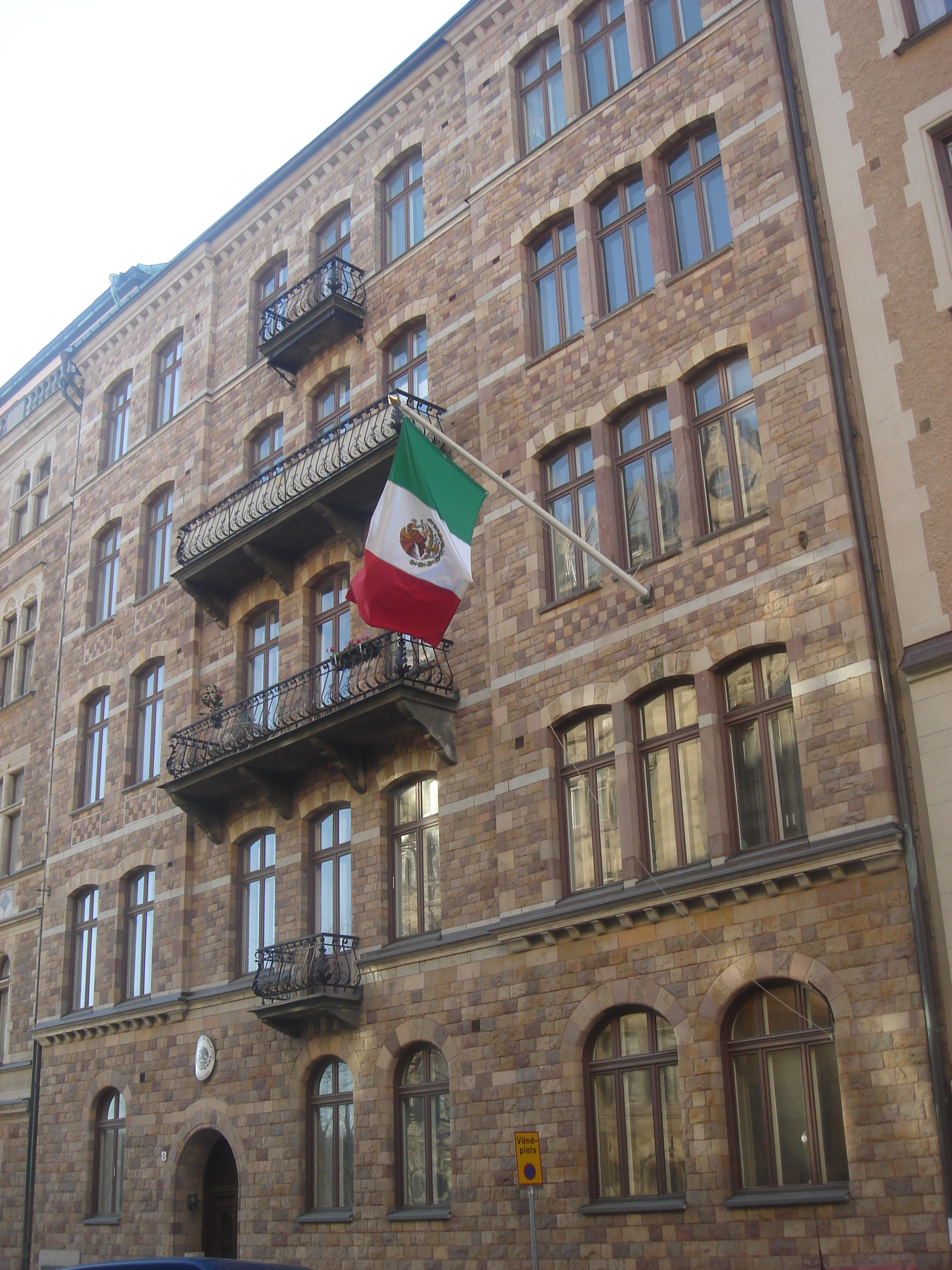
스톡홀름 주재 멕시코 대사관

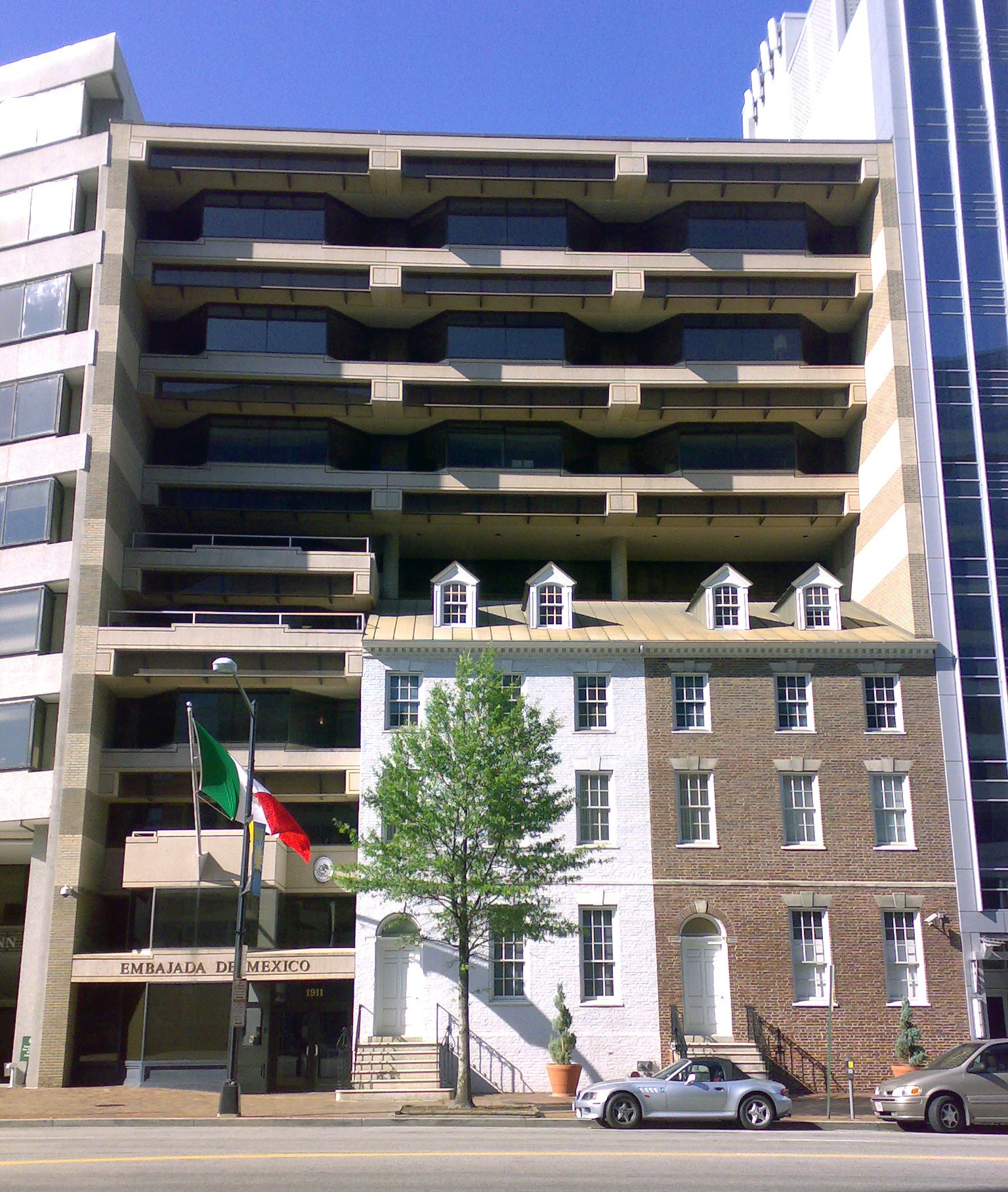
워싱턴 D.C. 주재 멕시코 대사관

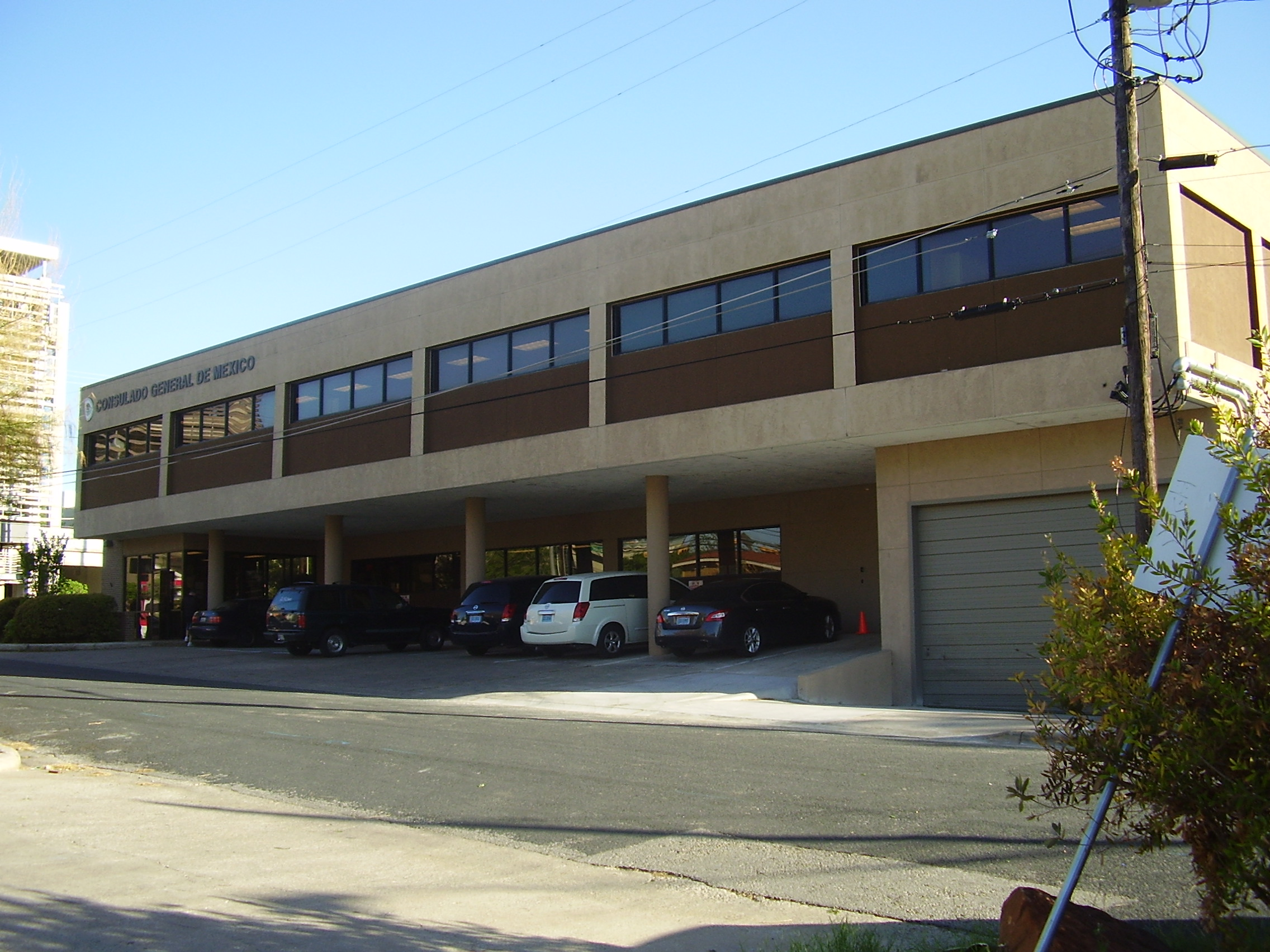
오스틴 주재 멕시코 총영사관

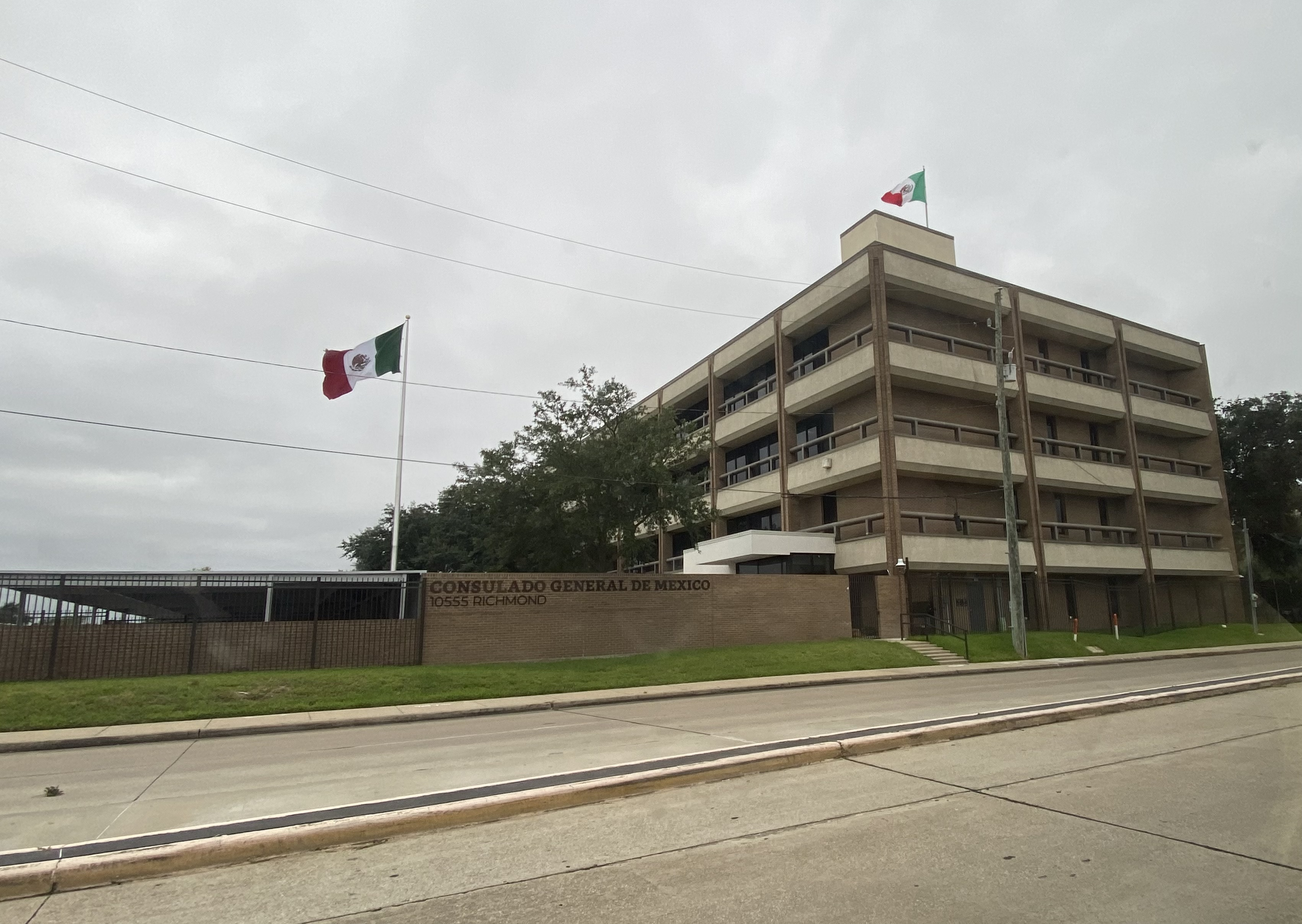
휴스턴 주재 주재 멕시코 총영사관

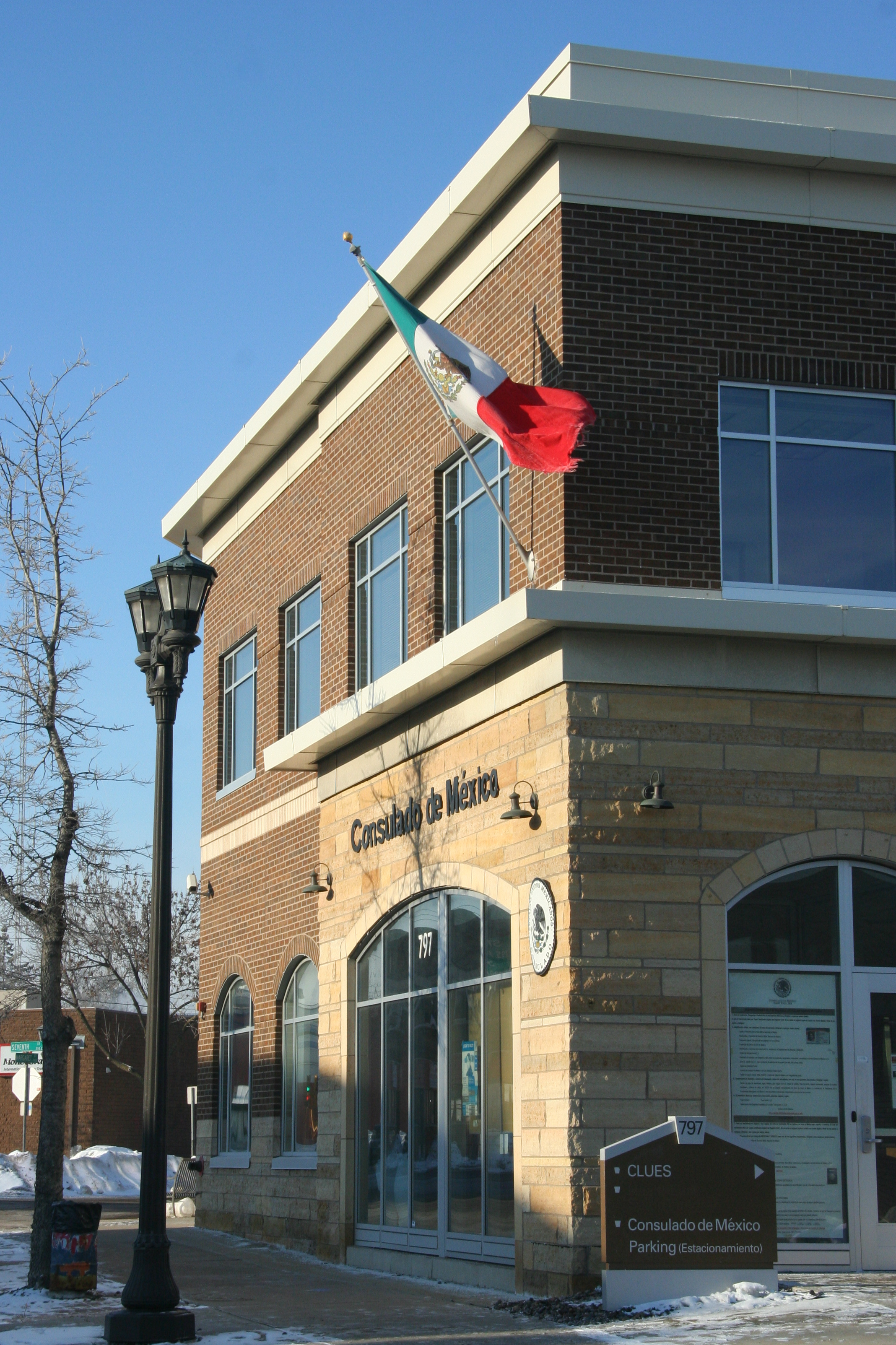
세인트폴 주재 멕시코 영사관

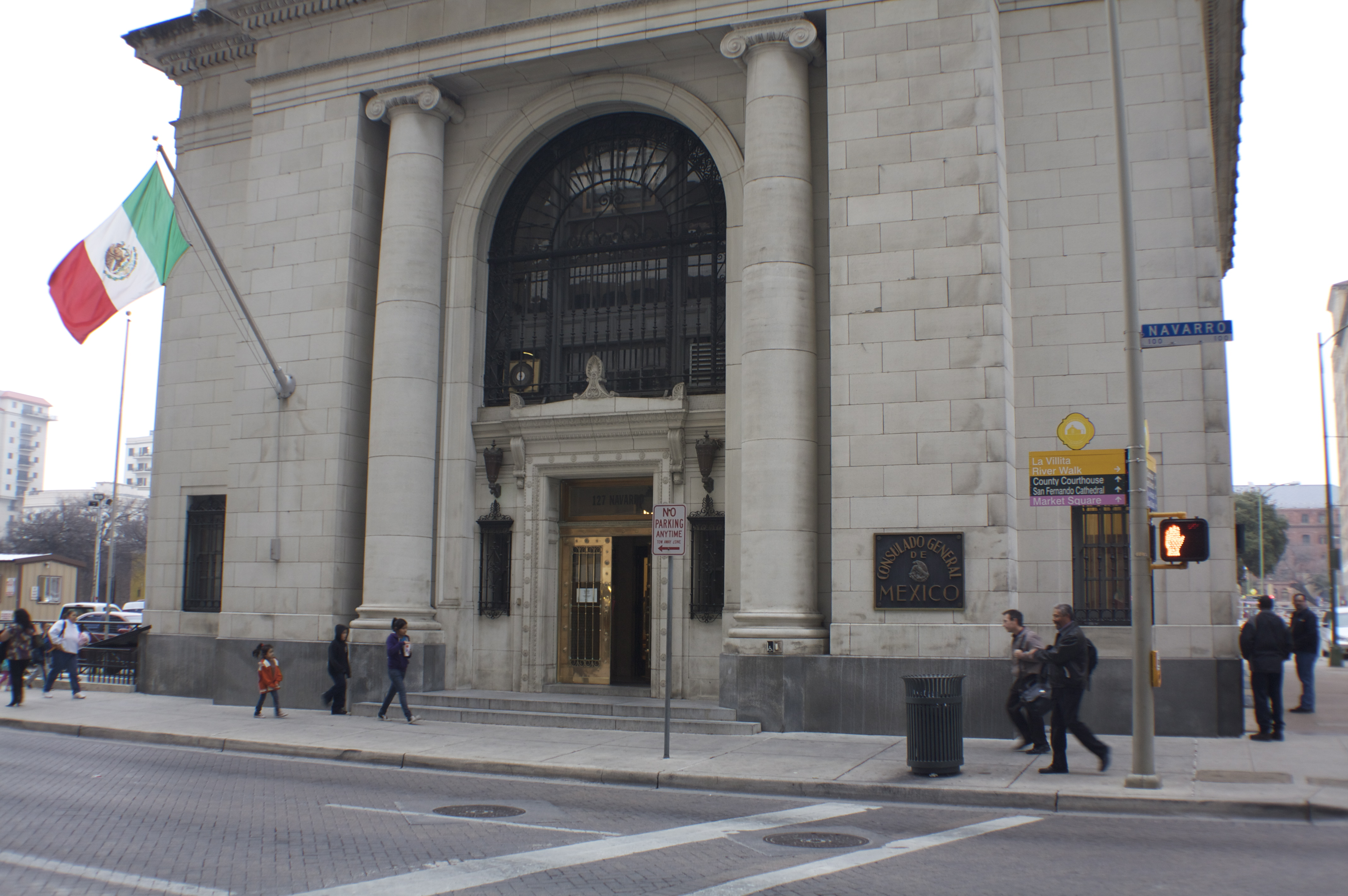
샌안토니오 주재 멕시코 총영사관

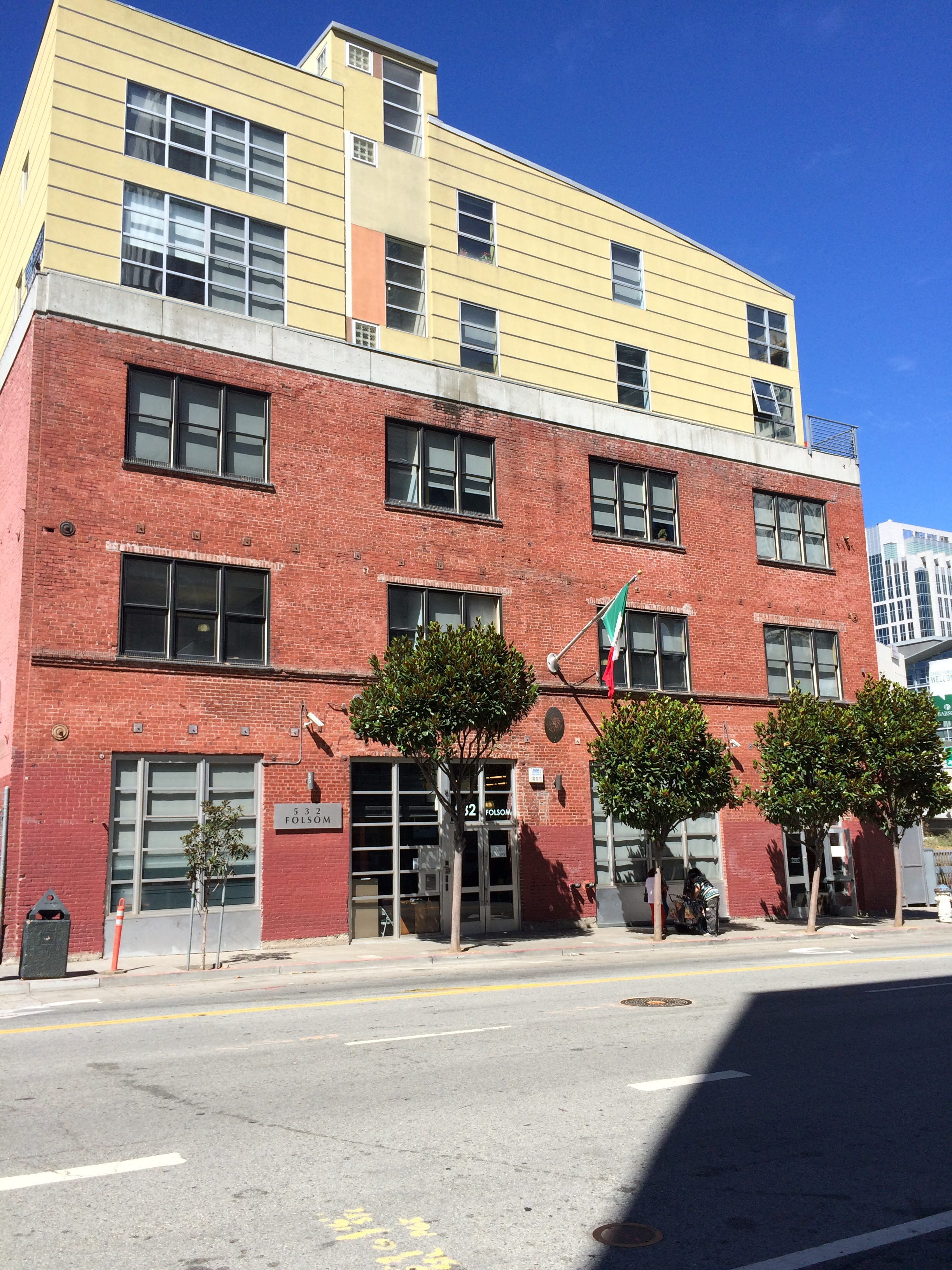
샌프란시스코 주재 멕시코 총영사관

멕시코의 재외공관 목록은 멕시코 주재 대사관을 각국에 상주시켜 놓는 것을 의미하며 멕시코의 재외공관을 나열한 목록이다.

## 아프리카
- 알제리
  - 알제 (대사관)
- 앙골라
  - 루안다 (대사관)
- 이집트
  - 카이로 (대사관)
- 에티오피아
  - 아디스아바바 (대사관)
- 가나
  - 아크라 (대사관)
- 케냐
  - 나이로비 (대사관)
- 모로코
  - 라바트 (대사관)
- 나이지리아
  - 아부자 (대사관)
- 남아프리카 공화국
  - 프리토리아 (대사관)

## 아메리카
- 아르헨티나
  - 부에노스아이레스 (대사관)
- 벨리즈
  - 벨모판 (대사관)
- 볼리비아
  - 라파스 (대사관)
  - 산타크루스데라시에라 (영사관)
- 브라질
  - 브라질리아 (대사관)
  - 리우데자네이루 (총영사관)
  - 상파울루 (총영사관)
- 캐나다
  - 오타와 (대사관)
  - 몬트리올 (총영사관)
  - 토론토 (총영사관)
  - 밴쿠버 (총영사관)
  - 캘거리 (영사관)
  - 레밍턴 (영사관)
- 칠레
  - 산티아고 (대사관)
- 콜롬비아
  - 보고타 (대사관)
- 코스타리카
  - 산호세 (대사관)
- 쿠바
  - 아바나 (대사관)
- 도미니카 공화국
  - 산토도밍고 (대사관)
- 엘살바도르
  - 산살바도르 (대사관)
- 과테말라
  - 과테말라 시 (대사관)
  - 플로레스 (과테말라) (영사관)
  - 케트살테낭고 (영사관)
  - 아유틀라 (영사관)
- 가이아나
  - 조지타운 (대사관)
- 아이티
  - 포르토프랭스 (대사관)
- 온두라스
  - 테구시갈파 (대사관)
  - 산페드로술라 (영사관)
- 자메이카
  - 킹스턴 (대사관)
- 니카라과
  - 마나과 (대사관)
- 파나마
  - 파나마시티 (대사관)
- 파라과이
  - 아순시온 (대사관)
- 페루
  - 리마 (대사관)
- 세인트루시아
  - 캐스트리스 (대사관)
- 트리니다드 토바고
  - 포트오브스페인 (대사관)
- 미국
  - 워싱턴 D.C. (대사관)
  - 애틀랜타 (총영사관)
  - 오스틴 (총영사관)
  - 보스턴 (총영사관)
  - 시카고 (총영사관)
  - 댈러스 (총영사관)
  - 덴버 (총영사관)
  - 엘패소 (총영사관)
  - 휴스턴 (총영사관)
  - 러레이도 (총영사관)
  - 로스앤젤레스 (총영사관)
  - 마이애미 (총영사관)
  - 뉴욕 (총영사관)
  - 노갤러스 (총영사관)
  - 피닉스 (총영사관)
  - 롤리 (총영사관)
  - 새크라멘토 (총영사관)
  - 샌안토니오 (총영사관)
  - 샌디에이고 (총영사관)
  - 샌프란시스코 (총영사관)
  - 산호세 (총영사관)
  - 산후안 (총영사관)
  - 앨버커키 (영사관)
  - 앵커리지 (영사관)
  - 보이시 (영사관)
  - 브라운즈빌 (영사관)
  - 칼렉시코 (영사관)
  - 델리오 (영사관)
  - 디트로이트 (영사관)
  - 더글러스 (영사관)
  - 이글패스 (영사관)
  - 프레즈노 (영사관)
  - 인디애나폴리스 (영사관)
  - 캔자스시티 (영사관)
  - 라스베이거스 (영사관)
  - 리틀록 (영사관)
  - 매캘런 (영사관)
  - 밀워키 (영사관)
  - 뉴브런즈윅 (뉴저지주) (영사관)
  - 뉴올리언스 (영사관)
  - 오마하 (영사관)
  - 올랜도 (영사관)
  - 옥스나드 (영사관)
  - 필라델피아 (영사관)
  - 포틀랜드 (영사관)
  - 프레시디오 (영사관)
  - 세인트폴 (영사관)
  - 솔트레이크시티 (영사관)
  - 샌버너디노 (영사관)
  - 샌타애나 (영사관)
  - 시애틀 (영사관)
  - 투손 (영사관)
  - 유마 (영사관)
- 우루과이
  - 몬테비데오 (대사관)
- 베네수엘라
  - 카라카스 (대사관)

## 아시아
- 아제르바이잔
  - 바쿠 (대사관)
- 중화인민공화국
  - 베이징시 (대사관)
  - 광저우시 (총영사관)
  - 홍콩 (총영사관)
  - 상하이시 (총영사관)
- 인도
  - 뉴델리 (대사관)
  - 뭄바이 (총영사관)
- 인도네시아
  - 자카르타 (대사관)
- 이란
  - 테헤란 (대사관)
- 이스라엘
  - 텔아비브 (대사관)
- 일본
  - 도쿄도 (대사관)
- 요르단
  - 암만 (대사관)
- 카자흐스탄
  - 아스타나 (대사관)
- 대한민국
  - 서울특별시 (대사관)
- 쿠웨이트
  - 쿠웨이트시티 (대사관)
- 레바논
  - 베이루트 (대사관)
- 말레이시아
  - 쿠알라룸푸르 (대사관)
- 팔레스타인
  - 라말라 (대표부 사무소)
- 필리핀
  - 마닐라 (대사관)
- 카타르
  - 도하 (대사관)
- 사우디아라비아
  - 리야드 (대사관)
- 싱가포르
  - 싱가포르 (대사관)
- 중화민국
  - 타이베이시 (무역 사무소)
- 태국
  - 방콕 (대사관)
- 튀르키예
  - 앙카라 (대사관)
  - 이스탄불 (총영사관)
- 아랍에미리트
  - 아부다비 (대사관)
- 베트남
  - 하노이 (대사관)

## 유럽
- 오스트리아
  - 빈 (대사관)
- 벨기에
  - 브뤼셀 (대사관)
- 체코
  - 프라하 (대사관)
- 덴마크
  - 코펜하겐 (대사관)
- 핀란드
  - 헬싱키 (대사관)
- 프랑스
  - 파리 (대사관)
  - 스트라스부르 (영사 별관)
- 독일
  - 베를린 (대사관)
  - 프랑크푸르트암마인 (영사관)
  - 뮌헨 (무역 사무소)
- 그리스
  - 아테네 (대사관)
- 바티칸 시국
  - 바티칸 시국 (대사관)
- 헝가리
  - 부다페스트 (대사관)
- 아일랜드
  - 더블린 (대사관)
- 이탈리아
  - 로마 (대사관)
  - 밀라노 (영사관)
- 네덜란드
  - 헤이그 (대사관)
- 노르웨이
  - 오슬로 (대사관)
- 폴란드
  - 바르샤바 (대사관)
- 포르투갈
  - 리스본 (대사관)
- 루마니아
  - 부쿠레슈티 (대사관)
- 러시아
  - 모스크바 (대사관)
- 세르비아
  - 베오그라드 (대사관)
- 스페인
  - 마드리드 (대사관)
  - 바르셀로나 (총영사관)
- 스웨덴
  - 스톡홀름 (대사관)
- 스위스
  - 베른 (대사관)
- 우크라이나
  - 키예프 (대사관)
- 영국
  - 런던 (대사관)

## 오세아니아
- 오스트레일리아
  - 캔버라 (대사관)
  - 멜버른 (무역 사무소)
- 뉴질랜드
  - 웰링턴 (대사관)

## 대표부
- EU 멕시코 정부 대표부 : 브뤼셀
- UN 멕시코 정부 대표부 : 뉴욕, 빈, 제네바, 나이로비
- UNESCO, OECD 멕시코 정부 대표부 : 파리
- FAO 멕시코 정부 대표부 : 로마
- ALADI 멕시코 정부 대표부, MERCOSUR 멕시코 옵서버 상주대표부 : 몬테비데오
- 국제 민간 항공 기구(ICAO) 멕시코 정부 대표부 : 몬트리올
- 아프리카 연합 멕시코 정부 대표부 : 아디스아바바
- 미주 기구 멕시코 정부 대표부 : 워싱턴 D.C.

## 같이 보기
- 멕시코의 대외 관계